# Suomusjärvi
Suomusjärvi (/ˈsuomusˌjærʋi/) là một đô thị của Phần Lan.
Vị trí ở tỉnh của Tây Phần Lan thuộc vùng Tây Nam Phần Lan. Đô thị này có dân số 1.321 (thời điểm ngày 31 tháng 12 năm 2004)và diện tích 176,53 km² trong đó có 16,38 km² là diện tích mặt nước. Mật độ dân số là 8,25 người trên mỗi km².
Dân đô thị này chỉ sử dụng tiếng Phần Lan